# Ветреница
Ве́треница, Ветряница, или Анемо́на (лат. Anemóne) — род многолетних травянистых цветковых растений семейства Лютиковые (Ranunculaceae), включает 80 видов.
Ареал рода охватывает внетропическую зону Северного полушария, включая Арктику.

## Название
Современное научное название образовано от др.-греч. ἄνεμος — «ветер». Возможно, дословный перевод названия может означать «дочь ветров». Вероятно, название дано растению из-за его чувствительности к ветру, уже при малых порывах которого крупные лепестки цветов начинают трепетать, а цветки раскачиваться на длинных цветоносах. Ранее ошибочно считалось, что цветки растения под действием ветра могут закрываться или распускаться.
Садоводы для обозначения растений рода обычно используют взятое из латыни название — Анемона.
Из-за внешнего сходства морские животные Актинии (Actiniaria) иногда называются «морскими анемонами».

## Ботаническое описание

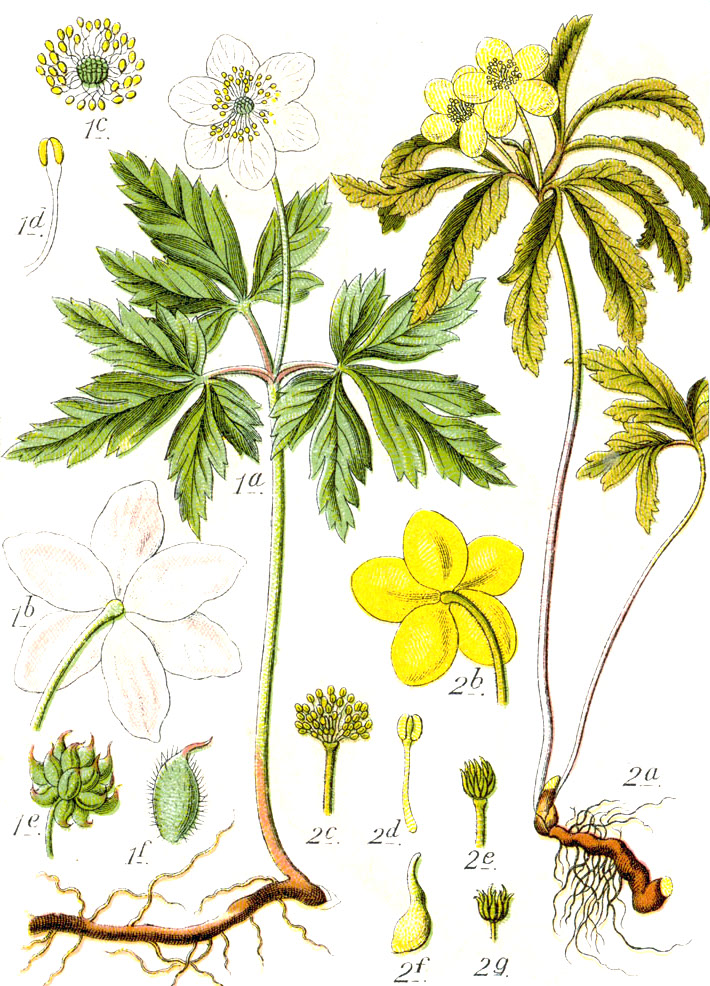
1 — Anemone nemorosa; 2 — Anemone ranunculoides.

Корневище мясистое, цилиндрическое или клубневидное.
Стебли и цветоносы верхушечные, реже в пазухах низовых или прикорневых листьев.
Прикорневые листья иногда отсутствуют, чаще имеются на черешках различной длины, большей частью пальчато-рассечённые или раздельные.
Цветки одиночные или в полузонтичных, часто многоцветковых соцветиях, небольшие или крупные. Околоцветники различной формы с 5—20 листочками и могут быть белого, пурпурного, синего, зелёного, жёлтого, розового или красного цветов. Цветки двуполые и радиально симметричные. Тычинки многочисленные, пестики многочисленные с одной висячей семяпочкой и одним покровом, опушённые или голые, с большей частью коротким, прямым или изогнутым столбиком, иногда без него. Листовые покрывала большей частью в количестве трёх приближены к цветоносам и сильно редуцированы, имеют большей частью вид чашелистиков.
Плоды орешковидные, разнообразной формы, голые или различным образом опушённые, нередко с различными приспособлениями, способствующими распространению их ветром, реже животными.
Растения в культуре размножают корневищами, стеблевыми черенками и клубнями.

## Распространение и среда обитания
Встречаются преимущественно во внетропической части Северного полушария. Девять видов ветрениц проникают в Арктику (север России, Норвегии, арктическая Аляска, арктическое побережье Канады, острова Банкс и Виктория, побережье Гудзонова залива, Лабрадор).
На территории России и сопредельных стран произрастает около 50 видов ветрениц.
Растут по лесам (преимущественно лиственным), кустарникам, опушкам, паркам, тенистым лужайкам; по сырым горным долинам; по сухим холмам, в нижней части лесной зоны гор; по степным лугам, залежам, каменистым обрывам; на субальпийских лугах, травянистых склонах, в горных тундрах; в тундре.

## Хозяйственное значение и применение
Ветреница лютичная, ветреница дубравная, печёночница благородная используются в медицине.
Ветреницы — декоративные растения.
Предполагается, что некоторые виды ветреницы, например, Ветреница слабая (Anemone debilis Fisch. ex Turcz.), служили камчадалам для приготовления стрельного яда.

## Классификация

### Таксономия[3]
Anemone L., 1753. Species Plantarum 1: 538
Род Anemone относится к семейству Лютиковые (Ranunculaceae) порядка Лютикоцветные (Ranunculales). Кладограмма в соответствии с Системой APG IV:
|  |                                      |  |                                   |                                   |                     |  | ещё 6 семейств |             |             |                         |
|  |                                      |  |                                   |                                   |                     |  |                |             |             | 80 подтвержденных видов |
|  |                                      |  |                                   | порядок Лютикоцветные             |                     |  |                |             | род Anemone |                         |
|  |                                      |  |                                   | порядок Лютикоцветные             |                     |  |                |             | род Anemone |                         |
|  | отдел Цветковые, или Покрытосеменные |  |                                   |                                   | семейство Лютиковые |  |                |             |             |                         |
|  | отдел Цветковые, или Покрытосеменные |  |                                   |                                   |                     |  |                |             |             |                         |
|  |                                      |  | ещё 63 порядка цветковых растений | ещё 63 порядка цветковых растений |                     |  |                | ещё 53 рода | ещё 53 рода |                         |
|  |                                      |  |                                   | ещё 63 порядка цветковых растений |                     |  |                |             | ещё 53 рода |                         |

### Виды
Некоторые из них:
- Anemone baicalensis Turcz. — Ветреница байкальская
- Anemone biflora DC.
  - Anemone biflora var. petiolulosa (Juz.) Ziman [syn.  Anemone petiolulosa Juz. — Ветреница черешочковая]
- Anemone blanda Schott & Kotschy — Ветреница нежная
- Anemone coronaria L. typus[7] — Ветреница корончатая
- Anemone jenisseensis (Korsh.) Krylov — Ветреница енисейская[8]

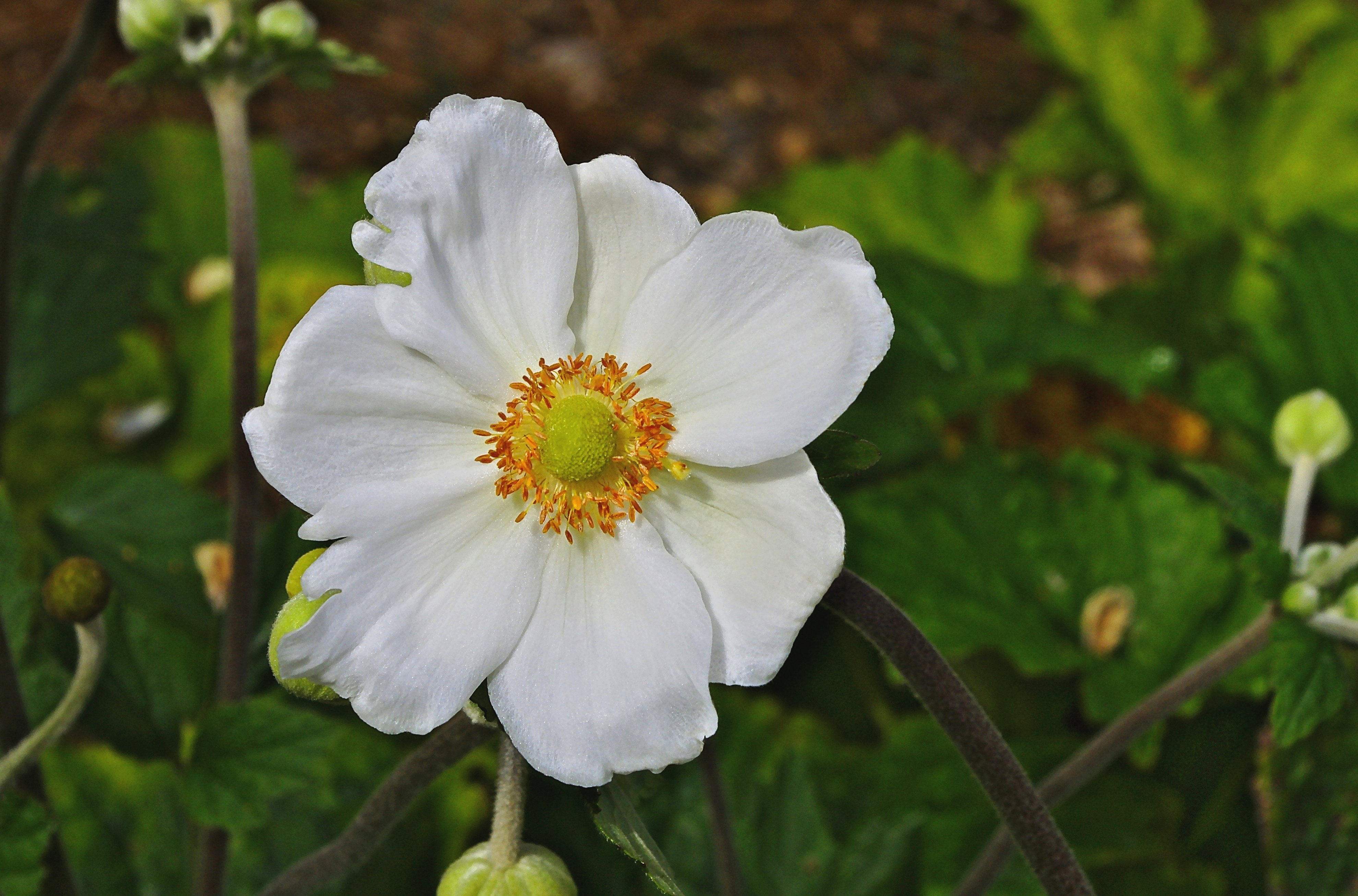
Ветреница хубэйская

- Anemone narcissiflora L. — Ветреница нарциссоцветковая
- Anemone nemorosa L. — Ветреница дубравная, или Ветреница белая
- Anemone raddeana Regel — Ветреница Радде
- Anemone ranunculoides L. — Ветреница лютичная
- Anemone sylvestris L. — Ветреница лесная
- Anemone uralensis Fisch. ex DC. — Ветреница уральская

Ранее включавшиеся в состав рода Анемона виды по современной классификации отнесены к роду Эриокапителла:
- Eriocapitella hupehensis (Lemoine) Christenh. & Byng  — Эриокапителла хубэйская (ранее известна как анемона японская или анемона хубэйская)
- Eriocapitella hybrida (L.H.Bailey) Christenh. & Byng  — Эриокапителла гибридная (ранее известна как анемона гибридная)

### Синонимы
- Abelemis  Raf. ex Britton
- Anemanthus  Fourr.
- Hartiana  Raf.
- Pulsatilloides  (DC.) Starod.